# Виключна морська економічна зона України

ВЕЗ Чорного та Азовського морів

Виключна морська економічна зона України — це, прилеглі до України акваторії Чорного моря, з усіма природними ресурсами, які лежать за межами державної території України (її територіальних вод, хоча самі територіальні води теж можна вважати продовженням економічної зони) і по праву вважаються водами відкритого моря. Мають спеціальний правовий статус, за яким у цих водах дозволене перебування і рух різних іноземних транспортних засобів, діяльність людей-іноземців, яка відповідає екологічним та іншим вимогам Міжнародного морського права крім тієї, завданням якої є отримання прибутку. Тобто в цих акваторіях лише Україна і її народ, мають виключні права на розвідку, добування і керівництво всіма природними ресурсами цього регіону, зокрема: вилов морських тварин, риби, видобуток вуглеводнів, створення і використання штучних островів, безпечних для довкілля установок і споруд, а також проведення наукових досліджень; або інша держава, якій Україна на рівних умовах, це дозволила. В іншому разі, це вважатиметься порушенням інституту виключної (морської) економічної зони, українського законодавства, спробою завдання Україні економічних збитків. З іншого боку, Україна має виключні права та зобов'язується перед міжнародною спільнотою, підтримувати у цій зоні сталу екологічну рівновагу і порядок.
Ширина виключної (морської) економічної зони становить до 200 морських миль, відлічених від тих самих вихідних ліній, що і територіальне море України, але економічна зона України має менші розміри, що пояснюється конфігурацією узбережжя, відносно малою величиною моря і наявністю інших сусідніх чорноморських держав, що мають морські узбережжя.

## Географічне положення виключної економічної зони України
Ця зона займає велику частину Чорного моря, його північ і деякі центральні райони, становить 72 658 км², з 82 тис. км², яку займала раніше, (близько 9 тис. км² чорноморського шельфу поблизу острова Зміїний, або 79,34 % спірної території, згідно з рішенням Міжнародного Суду в Гаазі 3 лютого 2009 року було передано і закріплено за Румунією, оскільки визнали, що ці води не можуть впливати на розширення економічної зони України (докладніше у статті: Процес «Румунія проти України»). Вона межує на південному заході з економічною зоною Румунії до стику румунської, болгарської та турецької економічних зон на крайньому південному заході, на півдні — з економічною зоною Туреччини, на сході — з економічною зоною Росії. Північною межею виключної (морської) економічної зони України в Чорному морі є зовнішня межа українських територіальних вод. Акваторії розташовані на півдні помірного поясу в зоні степів, мають помірно континентальний клімат, південні межі проходять в зонах, яким властиві риси субтропічного клімату середземноморського типу. Вода тільки в північних районах в найсуворіші зими може покриватися плавучою кригою. Температура води взимку — від 4 °C до 9 °C, влітку — від 21 °C до 24 °C, солоність зимою — 17 — 18 проміле, влітку — 12 — 18 проміле. Основну площу зони складає Чорноморський континентальний шельф (майже вся західна частина зони), на південь від Криму дно глибше (трошки понад 2000 м).

## Зміни внаслідок агресії Росії
В березні 2014 р. Росія розпочала війну з Україною та анексувала Кримський п-ів. Хоча Україна та світ цього не визнали, але Росія владнала на свій розсуд кордони територіальних вод та економічних зон. Позбавивши Україну більшої частини виключної морської зони. Це території навколо півострова, в тому числі в центрі Чорного моря. Територія української ВЕЗ змістилася на північ та вже не межувала з турецькою.

## Режим охорони
Виключну морську економічну зону України охороняють сили Морської охорони (Загони морської охорони та Дивізіон кораблів і катерів спеціального призначення Морської охорони), що підпорядковуються Державній прикордонній службі України. Повітряний і підводний простір охороняють Збройні Сили України.

## Економічна характеристика
Виключна морська економічна зона України займає досить велику площу, у порівнянні з іншими відповідними зонами чорноморських країн, майже вся вона має невеликі глибини, тобто її дном є континентальний шельф з глибинами до 200 метрів, лише в центральній і східній частині глибини можуть заходити за відмітку 2000 метрів. Через відносну неглибокість вод зони тут майже немає сірководню, органічний світ тут досить різноманітний, є багато риби. Акваторію населяють: кілька чорноморська, медуза, білуга чорноморська, дельфін, тригла або морський півень, камбала-калкан, бичок, кефаль, лосось чорноморський, краби, рапани, хамса, зостера, червоні водорості та ін. Крім того тут, за оцінками експертів, можуть бути величезні поклади нафти та газу, деякі родовища вже розвідані та експлуатуються. Більша частина регіону входить до Причорноморсько-Кримської нафтогазоносної провінції.
Запаси природного газу на Чорноморському шельфі у Виключній морській економічній зоні України становлять близько 50 млрд м.куб..